# Сир'яни
Сир'я́ни (рос. Сырьяны) — село у складі Білохолуницького району Кіровської області, Росія. Входить до складу Всіхсвятського сільського поселення.
Населення поселення становить 354 особи (2010, 487 у 2002).
Національний склад станом на 2002 рік — росіяни 96 %.